# 楊文安 (1514年)
楊文安（越南语：／；1514年—？），號靜甫（越南语：／），越南莫朝官員。

## 生平
楊文安是新平府麗水縣綏祿社人，後黎朝洪順六年（1514年）出生。莫朝永定元年（1547年），考中丁未科三甲同進士。任吏科都給事中，封崇岩伯（越南语：／）。景曆六年（1553年），丁艱回鄉。恰逢同貫兩人分別作新平府和肇豐府地理志，記述二府山川風俗。楊文安將二集總為一書，刪減增補，題作《烏州近錄》。光寶二年（1555年），楊文安完成《烏州近錄》。後升任吏部左侍郎和吏部尚書，晉封崇岩侯（越南语：／）。楊文安致事後定居在慈廉縣扶演社，死後贈為俊郡公（越南语：／）。